# Veniamin Soldatenko
Veniamin Vasiljevitj Soldatenko (ryska och kazakiska: Вениамин Васильевич Солдатенко), född 4 januari 1939 i Sjkurovka i regionen Nordkazakstan i Kazakstan, död 15 juli 2023, var en kazakisk friidrottare inom gång som tävlade för Sovjetunionen.
Han tog OS-silver på 50 kilometer gång vid friidrottstävlingarna 1972 i München. 
På 50 km tog han även guld vid världsmästerskapet 1976 i Malmö och europamästerskapen 1971, silver i europamästerskapen 1978 och brons i europamästerskapen 1969.
Genom sin världsmästerskapsvinst 1976 är han den förste som fått en världsmästartitel i friidrott utanför ett olympiskt spel och han är med sina 37 år och 258 dagar vid segertillfället den hittills äldsta vinnaren av en världsmästerskapstitel i friidrott.